# 엘사이이드 엘바다위
엘사이이드 엘바다위 셰하타(이집트 아랍어: السيد البدوى شحاتة, El-Sayyid el-Badawi Shehata, 1950년)는 이집트의 기업인, 정치인으로 알와프드 당의 총재이다. 사이이드 바다위는 1973년 알렉산드리아 대학교 약학과를 졸업했다. 그는 알하이아 이집트 텔레비전 네트워크의 이사회장이다.